# Saved From Himself
Saved From Himself és un curtmetratge mut de la Biograph, dirigit per D. W. Griffith i protagonitzat per Mabel Normand i Joseph Graybill. La pel·lícula, d’una bobina, es va estrenar el 11 de desembre de 1911.

## Argument
El jove recepcionista d’un hotel i l’estenògrafa estan enamorats. Ell voldria donar-li la millor vida possible i quan un amic seu guanya molts de diners a la borsa ell decideix també invertir. Malauradament les inversions no són les apropiades i el seu agent de borsa li diu que amb 2.000 dòlars ho podrà recuperar tot i si no caurà en la ruïna total. Ell no té aquests diners però el propietari de l’hotel li confia una gran suma de diners d’un client. El noi ronda per la caixa de cabdals intentant decidir què fer mentre la seva mare prega a l’habitació per ell. Per sort, abans de caure en la temptació, la seva xicota troba el telegrama en el que se li demana els 2.000 dòlars i intueix el que està passant i el salva del deshonor.

## Repartiment
- Joseph Graybill (recepcionista)
- Mabel Normand (estenògrafa)
- Charles Hill Mailes (propietari de l’hotel)
- William J. Butler (client)